# Zimone
Zimone es una localidad y comune italiana de la provincia de Biella, región de Piamonte, con 405 habitantes.

## Evolución demográfica
| Gráfica de evolución demográfica de Zimone entre 1861 y 2001 |
|                                                              |
| Fuente ISTAT - elaboración gráfica de Wikipedia              |